# Star Wars: Obi-Wan
Pour les articles homonymes, voir Obi-Wan Kenobi (homonymie).
Star Wars: Obi-Wan est un jeu vidéo d'action développé et édité par LucasArts, sorti en 2001 sur Xbox.
Le joueur incarne Obi-Wan Kenobi alors qu'il est padawan quelques semaines avant les événements de Star Wars, épisode I : La Menace fantôme.

## Accueil
- AllGame : 2/5[1]
- Electronic Gaming Monthly : 4,17/10[2]
- Eurogamer : 4/10[3]
- Game Informer : 6,25/10[4]
- GamePro : 2,5/5[5]
- Game Revolution : C+[6]
- GameSpot : 4,6/10[7]
- GameSpy : 63 %[8]
- GameZone : 8,8/10[9]
- IGN : 5,9/10[10]